# Miroslav Křivý
Miroslav Křivý (23. ledna 1896 Nová Říše – 23. dubna 1942 Mauthausen) byl český lékař, profesor neurologie a psychiatrie a v letech 1938–1939 děkan lékařské fakulty Masarykovy univerzity.

## Život
Otec Karel Křivý, který byl také lékař a kromě toho i přítel a podporovatel básníka Otokara Březiny, zemřel na tyfus, když malému Miroslavovi bylo šest let a rodina se poté přestěhovala do Brna. Miroslav Křivý zde vystudoval gymnázium a v roce 1920 promoval na lékařské fakultě Univerzity Karlovy. Ještě před tím pomáhal po vzniku republiky ve vojenských nemocnicích na Slovensku a poté zde zůstal jako asistent na bratislavské neuropsychiatrické klinice prof. Myslivečka. V letech 1924–1925 absolvoval studijní pobyt v Paříži a roku 1929 se habilitoval z neurologie a psychiatrie na Univerzitě Komenského v Bratislavě, kde se také o čtyři roky později stal mimořádným profesorem a přednostou psychiatrické a neurologické kliniky. Roku 1937 byl povolán na Masarykovu univerzitu, kde byl opět přednostou neurologicko-psychiatrické kliniky zdejší lékařské fakulty a v letech 1938–1939 působil i ve funkci děkana. Mj. byl členem Učené společnosti Šafárikovy a předsedou Spolku moravskoslezských ústavních a klinických psychiatrů. Po německé okupaci se zapojil do odbojové činnosti, 17. prosince 1941 byl zatčen gestapem a 3. února 1942 z Kounicových kolejí odtransportován do Mauthausenu, kde o necelé tři měsíce později v krutých podmínkách zemřel na úplavici. 
Po válce po něm byla pojmenována ulice Křivého v Králově Poli.